# Schistidium marginatum
Schistidium marginatum là một loài Rêu trong họ Grimmiaceae. Loài này được Hook. f. & Wilson mô tả khoa học đầu tiên năm 1844.